# Brian Priske
Brian Priske Pedersen (Horsens, 1977. május 14. –), dán válogatott labdarúgó, edző. Jelenleg, 2024 óta a Feyenoord vezetőedzője.
A dán válogatott tagjaként részt vett a 2004-es Európa-bajnokságon.

## Sikerei, díjai

### Játékosként
Vejle
- Dán bajnok (1): 1998–1999

Club Brugge
- Belga kupagyőztes (1): 2007

### Menedzserként
Midtjylland
- Dán bajnok (1): 2019–2020

Sparta Praha
- Cseh bajnok (1): 2022–2023